# Ломикамінь бульбоносний
Ломикамінь бульбоносний (Saxifraga bulbifera) — вид квіткових рослин з родини ломикаменевих (Saxifragaceae).

## Біоморфологічна характеристика
Це багаторічна трав'яна рослина 15–45 см заввишки. Ціла рослина залозиста. Стебло прямовисне, просте, знизу переважно червонувате, з 8–16 листками, розташованими до самого суцвіття і що дрібнішають до верхівки. Виводкові бульбо-цибулинки розмішаються по 1 в пазухах прикореневих і стеблових листків. Суцвіття-3-20-квітковий напівзонтик. Віночок білий, у довжину 5–9 мм. Насіння 0.4–0.5 × 0.2–0.3 мм. 2n=26, 28.

## Поширення
Зростає у Європі від Франції до зх. України.
В Україні вид росте у світлих лісах, по тріщинах та скелях — на Закарпатті, зрідка (м. Мукачеео, Берегівський р-н, с. Береги)